# South Garo Hills (huyện)
Huyện South Garo Hills là một huyện thuộc bang Meghalaya, Ấn Độ. Thủ phủ huyện South Garo Hills đóng ở Baghmara. Huyện South Garo Hills có diện tích 1850 ki lô mét vuông. Đến thời điểm năm 2001, huyện South Garo Hills có dân số 99105 người.